# 한남동
한남동(漢南洞)은 서울특별시 용산구의 동이다. 남산의 남쪽 사면에 고급 주거 구역이 밀집해 있다.

## 개요
한남동의 위치는 동쪽으로는 성동구와 접하고, 서쪽으로는 이태원동과 보광동을 접하며 서북쪽으로는 남산을 주산으로하는 매봉산과 이어지고 있다. 그리고, 남쪽은 한강을 경계로 한 아름다운 강경을 바라볼 수 있고, 현재의 한남대로는 한남동을 양분시키고 있고, 이 길은 한남대교와 연결되어 남쪽의 경부고속도로로 달릴 수 있다. 한남동 726 번지 한남초등학교와 해병대 군악대 주둔지를 예전에는 ‘능터골’이라고 했는데 이곳은 조선시대 때 능터로 미리 정해놓은 자리라 해서 그렇게 불렸다고 한다. 또 부근에는 남산 밑에 살던 두 장사가 큰 바위돌을 들어다가 놓은 ‘마습다리’라는 다리가 있었는데, 일제 강점기 때 조계사에서 가져가 비석을 만드는 바람에 없어졌다고 한다.

## 교통
- 수도권 전철 경의·중앙선 한남역
- 서울 지하철 6호선 한강진역
- 한남대교
- 한남대로
- 이태원로
- 소월로
- 남산1호터널

## 명소
- 백범김구기념관
- 서울 중앙 성원

## 교육
- 서울한남초등학교
- 서울독일학교
- 서울용산국제학교

## 같이 보기
- 용산구의 행정 구역